# Дивовижна подорож принца Фан-Фередена до країни Романсії
Дивовижна  подорож принца Фан-Фередена до країни Романсії (фр. Voyage merveilleux du prince Fan-Férédin dans la Romancie) — роман французького письменника - єзуїта Гійома Иасента Бужана (фр. Bougeant G. Н., 1690-1743), пародія на перніціозний роман, що вийшла в 1735 році.
У передмові автор характеризує себе як людину, яка не переносить романів; своїм оповіданням він хоче викликати у  любителів романів огиду до них.

## Зміст
Мати принца Фан-Фередена, яка не любила романів, випадково прочитала в одному трактаті, що саме вони повинні формувати розум і серце молодих людей. І ось вона змушує сина читати їх, щоб вселити йому замолоду любов до чесноти і честі, ненависть до пороку, щоб навчити його долати пристрасті, прищепити смак до великого, правдивого, чесного. Оскільки принц народжений з хорошими здібностями, він скоро відчув благотворні плоди цього прекрасного виховання. Як несхоже було те, про що він читав у романах, на те, що він бачив у житті! Його серце і розум, схвильований прекрасними почуттями і піднесеними думками, не могли прийняти вульгарного і грубого, викликає огиду до реальності.
Засмучений тим, що він народжений у країні, де невідомі піднесені почуття і героїчні чесноти, принц відправляється на пошуки славних подвигів. Після багатьох пригод, він потрапляє в чарівну країну романів — Романсію. У цьому дивовижному світі, красу якого він повинен применшувати з побоювання, що ніхто не повірить у правдивість його звіту, все відрізняється незвичайними властивостями. Клімат там дивно благодатний, повітря — надзвичайно здорове, там не треба піклуватися про їжу. Немає нікого галантніше і миліше, ніж пастушки і пастушки країни Романсії. Їх чесноти — відвертість і безневинна простота, їм абсолютно невідомі скритність, підступність, зрада, ревнощі. Вони живуть, як у золотому столітті. Закохані й не думають про шлюб, головне для них — невинні знаки взаємного благовоління. Населення Романсії — це здорові, сильні та прекрасні молоді люди, там немає ні дітей, ні старих. Усі жителі — вишукані й досконалі, вони чутливі, делікатні, їхня головна пристрасть — любов. Кажуть вони виключно перифразами, так що принц навіть не завжди розуміє, але можливості їхньої мови обмежені, і навчитися їх неважко. Принц дізнається там про тридцять шість формальностей, які передують шлюбу, і про випробування, яким піддають закоханих.
Романсія, куди потрапляє принц, — це так звана Висока Романсія. Але є й інша Романсія, Романсія Низька. І якщо перша відрізняється всілякими чудесами, то друга не являє собою нічого особливого. Її населення впало дуже низько, там немає піднесених героїв. Там живуть люди низького звання — слуги, авантюристи, міщани, жінки середньої чесноти. Висока Романсія майже зовсім спорожніла, а Низька — дедалі більше й більше заселяється.

## Видання
Книга кілька разів перевидавалася в XVIII столітті. Наукове видання вийшло в 1992, перевидано 1997.